# 列奥尼达一世像
列奥尼达一世像是一座古希腊重装步兵的雕像，该雕像由帕里安大理石制成，制作于公元前480至公元前470年。1926年，该雕像被发现于斯巴达卫城雅典娜查尔基奥科斯神庙基座遗址的西南角。当地的希腊工人将这座雕像称为“列奥尼达”，认为它就是斯巴达国王列奥尼达一世。同年，斯巴达考古博物馆从雅典的英国学校处购得了这一座雕像，之后这座雕像便一直藏于斯巴达考古博物馆。这座雕像带着引人注目的科林斯式头盔和供养形状颊板。雕像头盔部分的羽毛大多是后期修复的，雕像被发现之后，人们又在发现它的原址附近发现了雕像的腿部、脚部、盾牌和头盔的碎片。
该雕像是一组群雕的一部分，可能安放在某个神庙的山墙上。据几位学者称，它是斯巴达卫城纪念碑的一部分，以纪念温泉关战役后，斯巴达人重新安葬列奥尼达一世。然而，剑桥大学教授保罗·卡特利奇认为，这座雕像代表的是某位神话中的英雄或神，而不是这位传奇的斯巴达国王。据他推测，该雕像的完成年代早于公元前480年，即列奥尼达一世在温泉关战役中阵亡的那一年，因此不可能是他。